# قلعه ایرندگان
قلعه ایرندگان به طرزی عجیب به دوره قاجار نسبت داده شده است، اما بر اساس شواهد، تاریخی بیش از دوره قاجار دارد و نیازمند تحقیقات می‌باشد. این قلعه در شهرستان خاش، بخش ایرندگان، روستای ده قلعه واقع شده و این اثر در تاریخ ۱۷ اسفند ۱۳۸۱ با شمارهٔ ثبت ۷۷۰۹ به‌عنوان یکی از آثار ملی ایران به ثبت رسیده‌است.